# Gondomil e Sanfins
Gondomil e Sanfins est une paroisse civile portugaise (en portugais : freguesia) de la municipalité de Valença, dans le district de Viana do Castelo.
Son nom officiel est União das freguesias de Gondomil e Sanfins. Elle est créée par la loi no 11-A/2013 du 28 janvier 2013 portant réorganisation administrative du territoire des freguesias, en fusionnant Gondomil et Sanfins. Son siège est à Gondomil.
Lors du recensement de 2021, Gondomil e Sanfins compte 418 habitants.